# Reacció termonuclear
Una reacció termonuclear és un procés nuclear que allibera gran quantitat d'energia en forma de radiació electromagnètica o en forma de partícules. Normalment les reaccions termonuclears es classifiquen en reaccions de fusió nuclear i de fissió nuclear. El primer tipus es produeix en el sol i les estrelles i és el procés pel qual generen energia, el segon procés és l'utilitzat en les centrals nuclears convencionals.